# Gamla staden, Hjo

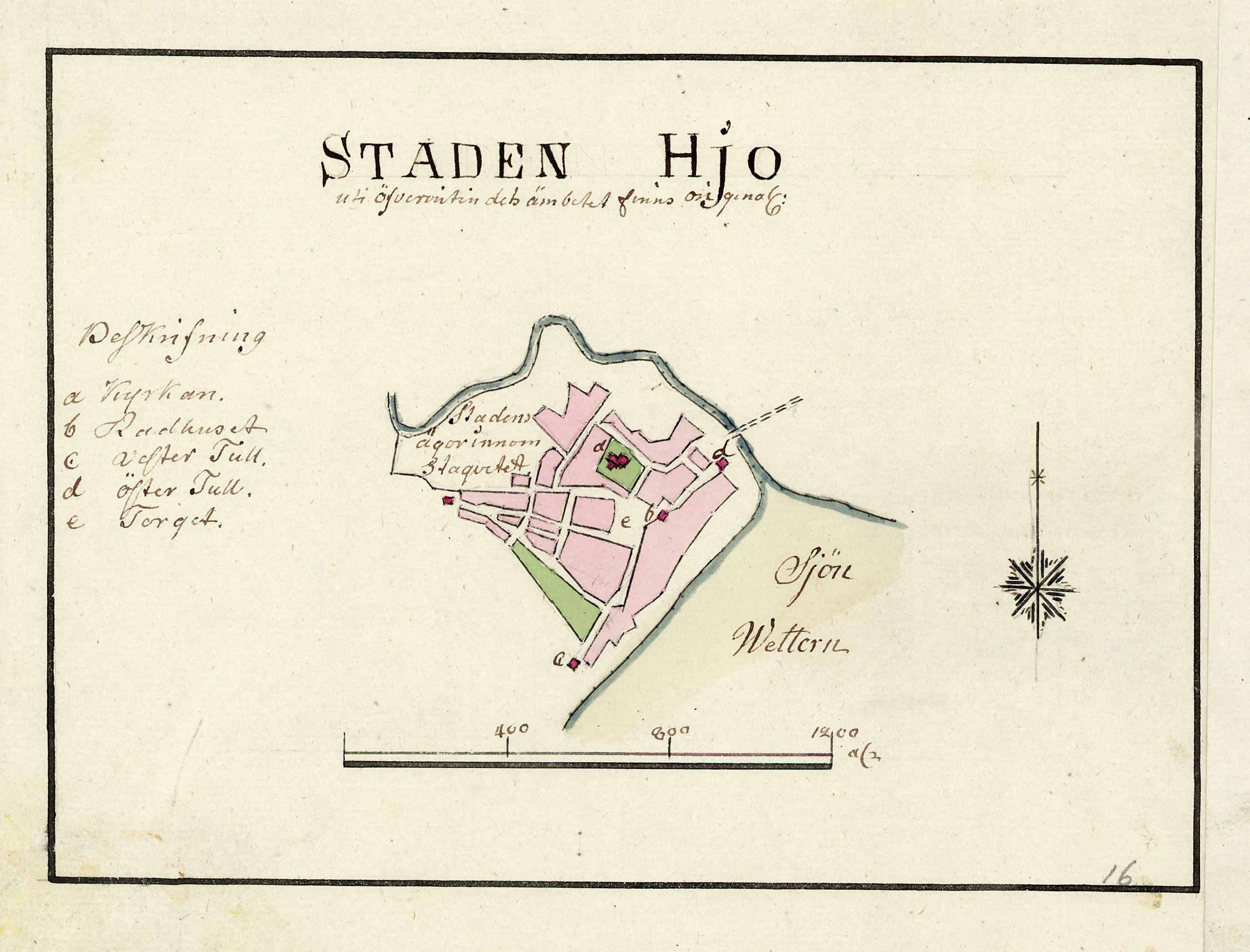
Gamla staden, då Hjo i sin helhet, på en karta över Hjo från 1799. Marken, där östra delen av Sandtorget samt Jacobsparken ligger, är markerad som kvartersmark, liksom den östra delen av Sjögatan.

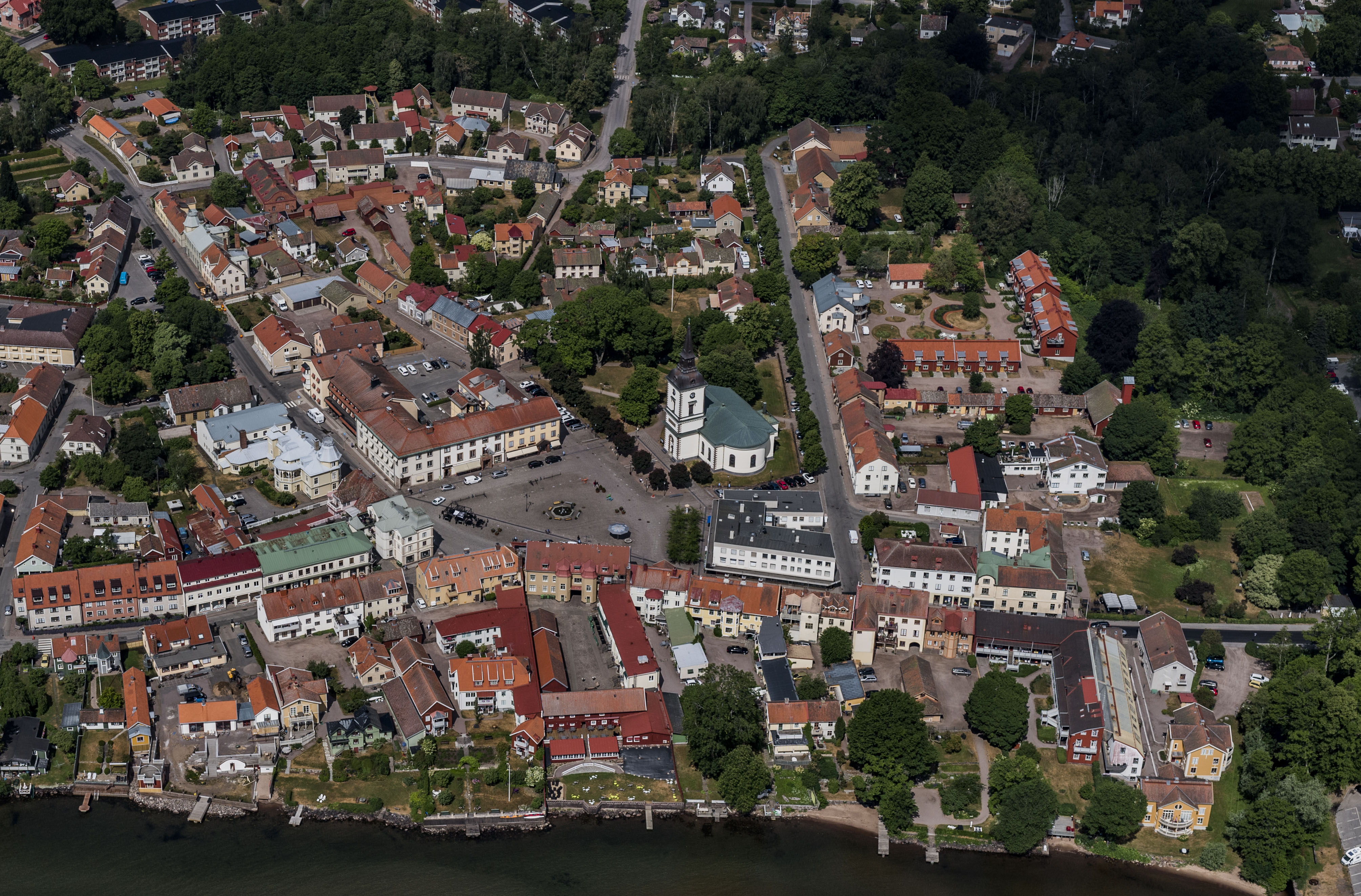
Gamla staden fotograferad från luften över Vättern i nordvästlig riktning. Från Stora Torget i mitten löper utfartgator: söderut Långgatan, västerut Torggatan, åt nordväst Kyrkogatan/Hantverkargatan/Västegränd/Hammargatan med Hammarbron samt norrut Hamngatan med Norrbro över Hjoån. Öster om kyrkan löper Regeringsgatan uppåt i bilden och längst till vänster syns större delen av Sjögatan, som förenas med Torggatan vid Sandtorget i bildens övre del.

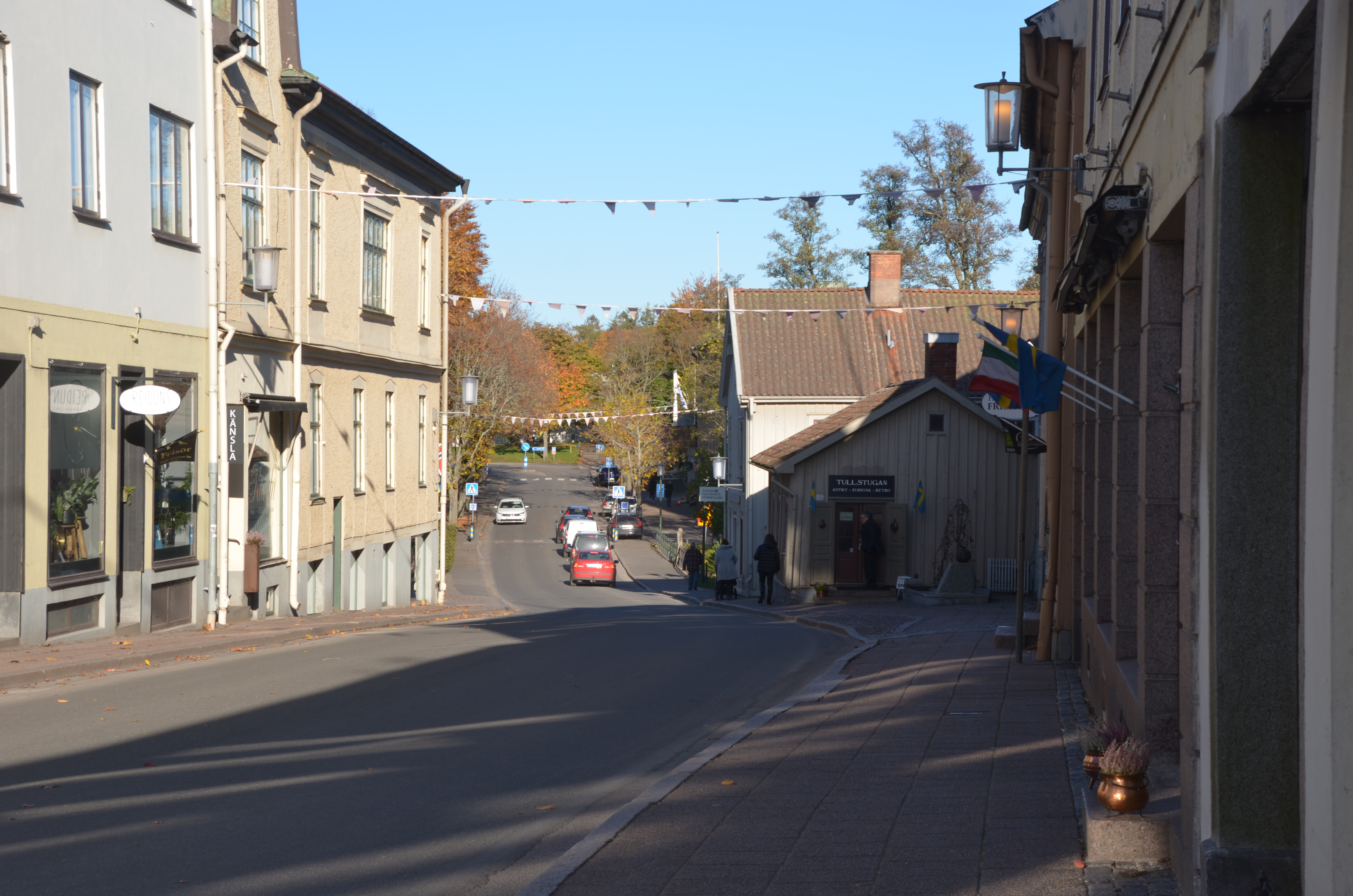
Hamngatsbacken norrut mot Norrbro

Gamla staden är en stadsdel i Hjo, som fram till andra hälften av 1800-talet utgjorde Hjo i sin helhet.
Gamla staden har formen av en snedställd kvadrat med ungefär 400 meters sida. Den ligger på en platå omedelbart söder om Hjoån, med Hjoåns bäckravin i nordväst och nordost, och gränsar mot Vättern i sydost. Staden grundades, sannolikt på slutet av 1200-talet eller början av 1300-talet, vid vägskälet där landsvägen österut från Västergötlands slättbygder mötte den nord-sydliga landsvägen utmed Vätterns västra strand. Vid vägskälet uppstod Stora torget och på norra sidan av torget byggdes en kyrka i sten och trä. Hjoåns mynning användes som hamn, och utnyttjades bland annat för transporter mellan Cisterciensordens båda kloster i Östergötland och Västergötland: det 1143 anlagda  Alvastra kloster, respektive det 1150 anlagda Varnhems kloster.
Gamla staden omsluts i nordväst och nordost av naturreservatet Hjoåns dalgång och på den sydöstra av Vättern. Endast åt sydväst ansluter stadsbebyggelsen i Gamla staden obrutet till andra, nyare stadsdelar, även om sträckan norrut till de norra stadsdelarna är kort via de två körbroarna Norrbro och Hammarbron.
Det är oklart när Hjo fick stadsprivilegier. Första gången Hjo nämns som stad i skrift är 1413.
Gamla staden fick redan under medeltiden den kvartersindelning och det gatunät, som präglar dagens stadsbild. 
Invånarantalet var litet ända in i 1800-talets första hälft. Hjo beräknas ha haft 132 invånare på 1570-talet, 261 på 1690-talet och 415 år 1800.
Under 1800-talets första hälft ökade befolkningen allmänt i Sverige, och också antalet invånare steg kraftigt. Detta, tillsammans med anläggningen av en första ordentlig hamn från 1851 norr om Hjoån, ledde till planer för stadsbebyggelse utanför Gamla staden norr om Hjoån under den tidiga industrialiseringsperioden 1850–1870. En första stadsplan upprättades 1854 och stadfästes 1855, vilken inkluderade rutnätsstadsdelen Nya staden, eller Nysta'n, i anslutning till den nya Hjo hamn, som blev klar 1855.

## Utsträckning
Centrum i Gamla staden är Stora Torget, vid vilket en ny kyrka i sten uppfördes 1799, efter det att medeltidskyrkan brunnit ned 1794. Vid torget låg från början också Rådstugan. Från östra sidan av torget löper Hamngatan norrut och Långgatan söderut. Hamngatan var den gamla infartsvägen norrifrån över Norrbro över Hjoån, med landsvägar från Skövde i väst/nordväst och Askersund i norr. Långgatan var den gamla infartsvägen söderifrån från Jönköping. Från Stora Torgets sydvästra hörn löper också Torggatan, som var den gamla infartsvägen i väst/sydväst från Falköping.
Kvartersindelning och gatunät är så gott som helt kvar från den som visas på Hjos första kända karta från 1696 och de från omkring år 1800. Endast närmast kyrkan har viss justering skett efter branden 1794, då den medeltida kyrkan och några byggnader i närheten brann ned. Under senare delen av 1800-talet anlades Wagnergatan i stadens västra utkant och kvartersmark omedelbart öster om Sandtorget omvandlades till Gamla stadens enda offentliga park, Jacobsparken.
Nya staden, eller Nysta'n, började i begränsad utsträckning byggas på 1860-talet efter Hjos första stadsplan från 1855, men byggdes framför allt ut från 1890-talet. Anläggandet av Hjo hamn på 1850-talet, Hjo-Stenstorps Järnväg med Hjo station på Bangatan från 1873 samt Hjo Vattenkuranstalt från 1876, innebar också att Hjo då fick en andra centrumstadsdel vid sidan av Gamla staden.
Enligt Hjos stadsplan från 1855 utvidgades också själva Gamla staden. Från tidigt 1900-tal byggdes Gamla staden ut väsentligt åt väster och söder, till exempel med betydande industrier som Andersfors Snickerifabrik och Hjo Mekaniska Verkstad uppströms vid Hjoån i väster och den stora nya folkskolan 1910 vid Skolgatan i söder.
Viss detaljhandel började flytta ut från Gamla staden till Nya staden norr om Hjoån från 1930–talet.

## Gator och gränder
- Hamngatan, tidigare Norra gatan
- Långgatan, tidigare Södra gatan
- Torggatan, tidigare Vestra gatan
- Sjögatan, tidigare Sydvestra gatan
- Regeringsgatan, tidigare Norra kyrkogatan
- Kyrkogatan, tidigare Södra kyrkogatan
- Hantverksgatan, tidigare Stomsgatan
- Trädgårdsgatan, tidigare Tvärgatan
- Wagnergatan, tillkommen efter 1856
- Västergränd
- Fisktorget
- Tunnbindargränd, tillkommen efter 1856

## Torg och parker
- Stora Torget
- Sandtorget
- Jacobsparken